# Камера
Камера и фото-апарат, називи су за уређај који служи за стварање слика (обично фотографија), било појединачних или у низу, са снимањем тона или без њега, као што је то на пример видео камера. Камера која слике прави појединачно се понекад назива фотографском камером да би се разликовала од видео-камере. Име је изведено од латинског camera obscura, („мрачна комора”), што је био рани механизам за пројектовање слика у коме је цела просторија функционисала као унутрашњост модерних фотографских камера, осим што тада није постојао начин да се слика забележи него да се ручно нацрта. Камера може да снима видљиви спектар или било који други део електромагнетног спектра.
Реч камера потиче од camera obscura, што је латински за „тамну комору” и односи се на оригинални уређај који се користио за пројектовање 2Д слике на равну површину. Модерна фотографска камера је еволуирала из камере обскуре. Прву трајну фотографију снимио је 1825. године Жозеф Нисефор Нијепс.

## Историја
Израз „камера“ потиче од „camera obscura“ (латински за мрачне собе). Прототип камере обскуре коришћен је за посматрање потпуног помрачења Сунца бушењем мале рупе у једном зиду мрачног простора и пројектовањем пејзажа изван камере на супротни зид од рупе. Камеру обскуру је дизајнирао Леонардо да Винчи, али Гернсајмово објашњење је да је Бејкон знао и посматрао помрачење. Порта је такође користио камеру обскуру као алатку за сликање уметника у својој књизи из 1558. Магија природе.
Прву практичну камеру је 1685. развио Јохан Јен из Немачке и била је довољно мала да се носи. То је било око 120 година пре него што су камере коришћене међу обичним људима. Прве камере су биле налик проналаску стакла, фокусирајући се на померање кутије са јединицом за снимање напред-назад и излагање фотоосетљиве плоче светлости за снимање слике. Године 1839. измишљена је дагеротипска фотографија Луја Дагера помоћу бакарних плоча и нашироко је коришћена у јавности. Године 1841, Вилијам Фокс Талбот је изумео калатипску фотографију за снимање слика на папир.
Камере су имале велики утицај на историју, као на пример када се помоћу камера осведочава страшна стварност. На пример, у белгијској колонији Конго почињено је грубо злостављање над онима који би прикупили мање од квоте гуме, те је неко камером пренео то свету. То је спречило поданике Леополда II да наставе са таквом праксом у Конгу.
Током 2000-их, како су функције фотографије додате мобилним телефонима, камере су се постепено развијале.

## Заслон и дубинска оштрина
Отвор за улаз светлости је опремљен заслоном („бленда”) и омогућава промену величине и количине светлости и тиме резултат осветљавања фотографисане сцене. Уједно важи правило да што је мањи отвор, то је ужи упадни зрак захваћеног објекта и његова слика је оштрија – са растућим заслоном расте и дубинска оштрина слике (поље испред и иза изоштреног објекта у коме ће се објекти бити оштро исцртани).
Количина упадајућег светла зависи од жижне даљине објектива (која одређује просторни угао снимања), не користи се заслон у апсолутним вредностима већ се користи број заслона који изражава однос жижне даљине (обележен са „f“) и отвора заслона. Максимална вредност се зове светлосна јачина објектива. У случају да је објектив са променљивом жижном даљином (трансфокатор који се такође назива и зум) ова вредност зависи од употребљене жижне даљине и светлост објектива је већа за краћу жижну даљину (фокусна даљина).

## Затварач
Примарни задатак затварача је да брани улазак светлости на осетљиви слој филма у апарат када се са њиме не слика. Време отварања затварача приликом експозиције исто тако утиче на резултат сликања – што је дуже затварач отворен, то је више осветљен филм у камери и то се назива „време експозиције”. Ако је време експозиције веће јавља се неоштрина због покрета објекта. Кратком експозицијом покрет се може „замрзнути“ хватањем једног кратког тренутка.

## Објектив
За тачно осликане фотографије камеру треба изоштрити да се зраци из објектива саставе и сусретну на правом месту на осетљивом слоју филма и ако то није случај тачка на објекту се не пресликава као тачка, и резултат би била неоштрина. Оштрина се подешава механизмом за изоштравање на објективу, која цео оптички склоп објектива помера напред и назад да би се зраци састали у равни осетљивог слоја (изузетак су апарати са фиксним фокусом - то су компактни фото-апарати или мобилни телефони код којих је јачина објектива мања и код којих је дубинска оштрина довољно велика).
Изоштравање се може обавити ручно или аутоматски (аутофокус) и решава се на два начина - активним одбијањем инфрацрвеног зрака од објекта који изоштрава камеру или пасивно када камера заоштрава „одока” где се мери контраст захваћене сцене. Како активно изоштравање искључује могућност промене објектива оно се употребљава само код компактних камера, док су рефлексни фото-апарати изоштравају пасивно и објектив се може променити.
Пасивно изоштравање не функционише у случају недостатка светла и у таквим случајевима се мора изоштрити ручно, а неки фото-апарати за овај случај имају уграђене мале лампе које осветљавају објекат снимања. Ове лампе за осветљавање објеката снимања могу имати и неки екстерни блицеви.

## Подела камера
Фото-апарати се могу поделити на неколико начина:

### На основу осетљивог слоја
- Камере које користе плоче - осетљиви слојеви су нанесени на стаклене плоче, код камера које су се развијале на почетку развоја фотографије 185. – 1880. године.
- Камере које користе филм - осетљиви слој је нанесен на целулоидну траку
- Дигиталне камере - код којих се користи сензор осетљив на светло CCD или CMOS и захваћене информације се дигитално преносе у слике.

### На основу конструкције
- Камере са тражилом - код којих фотограф компонује своју фотографију у тражилу - посебном прозору поред објектива - које не омогућава да се објекат снимања види кроз објектив, већ приближно показује шта би објектив могао да захвати.
- Рефлексне камере - једнооке (SLR) – опремљене тражилом са рефлексним огледалцем, које је склопиво и омогућава да се сцена које се фотографише одреди кроз објектив. У ову категорију се могу сврстати и неправе рефлексне камере, које немају огледало и које приказују сцену фотографисања на екрану.
- Двооке рефлексне камере - имају два објектива: горњи објектив ствара слику на мат плочи (стаклу) коју фотограф може да прати и доњи објектив, који служи за експозицију.

#### Паралакса
Недостатак камера са тражилом и апарата са двооким огледалским апаратима је паралакса - просторна разлика између погледа који има фотограф пре снимања и резултатом снимања. На великим удаљеностима је утицај паралаксе занемарљив, али на мањим удаљеностима је теже компоновати сцену или предложак. Овај недостатак се јавља за предлошке који су удаљени мање од једног метра од објектива.

## Марке камера
- Agfa
- ARCA-Swiss
- Agilux
- Alpa
- Asahiflex
- Balda
- Bolex
- Braun
- Bronica
- Burke & James
- Cambo
- Canon
- Casio
- Contax
- Corfield
- Coronet
- Ebony
- FED
- Folmer & Schwing
- Fujifilm
- Graflex
- Hasselblad
- Hewlett-Packard
- Holga
- Horseman
- Ilford
- Imaging Solutions Group (ISG)
- Kodak
- Konica
- Leica
- Linhof
- Lomo
- Lumix
- Minolta
- Mamiya
- Minox
- MPP
- Mustek
- Newman & Guardia
- Nikon
- Olympus
- Osaka
- Panasonic
- Panavision
- Pentax
- Petri
- Polaroid
- Praktica
- Reid
- Ricoh
- Rollei
- Samsung
- Sigma Corporation
- Sony
- Thornton-Pickard
- Vivitar
- Voigtländer
- Wisner
- Wray
- Yashica
- Zeiss
- Zenit

## Галерија модела
- Contessa Nettel Tropen Adoro
- FED I
- Kiev
- Elicon 35c
- Leica III C
- Yashica TLR - 635.jpg